# Chouteau (Oklahoma)
Pour les articles homonymes, voir Chouteau.
La ville de Chouteau (en anglais [ʃoʊˈtoʊ]) est située dans le comté de Mayes, dans l’État d’Oklahoma, aux États-Unis. Sa population s’élevait à 2 097 habitants lors du recensement de 2010, estimée à 2 092 habitants en 2015.